# 福岡県道463号芹田石丸線
福岡県道463号芹田石丸線（ふくおかけんどう463ごう せりだいしまるせん）は、福岡県宮若市から宗像市に至る一般県道である。

## 概要
宮若市芹田から宗像市石丸二丁目に至る。
全区間片側1車線。宮若市と宗像市赤間地区を直結している。なお福岡県道29号直方宗像線と国道3号は立体交差していて直接つながっていないため、国道3号から鞍手方面へ行くには冨地原十字路より当線へ入り、終点の石丸交差点を右折するかたちである。

### 路線データ
- 起点：宮若市芹田（芹田交差点、福岡県道21号福岡直方線交点）
- 終点：宗像市石丸二丁目（石丸交差点、福岡県道29号直方宗像線交点）

## 路線状況

### 道路施設

#### 橋梁
- 赤馬橋（釣川、宗像市）

## 地理

### 通過する自治体
- 宮若市
- 宗像市

### 交差する道路
| 交差する道路                | 市町村名 | 交差する場所 | 交差する場所      |
| --------------------------- | -------- | ------------ | ----------------- |
| 福岡県道21号福岡直方線      | 宮若市   | 芹田         | 芹田交差点 / 起点 |
| 福岡県道9号室木下有木若宮線 | 宮若市   | 芹田         | 芹田東交差点      |
| 国道3号 / 宗像バイパス      | 宗像市   | 赤間         | 冨地原交差点      |
| 福岡県道29号直方宗像線      | 宗像市   | 石丸二丁目   | 石丸交差点 / 終点 |

### 交差する鉄道
- 山陽新幹線

### 沿線
- 直方警察署 下有木駐在所
- 笠松郵便局
- 赤木桜公園